# バーノウツェ・ナド・オンダヴォウ - ヴェリケー・カプシャニ線
バーノヴツェ・ナド・オンダヴォウ - ヴェリケー・カプシャニ線（バーノウツェ・ナド・オンダヴォウ - ヴェリケー・カプシャニせん、スロバキア語: Železničná trať Bánovce nad Ondavou – Veľké Kapušany）は、スロバキア国鉄の鉄道線の名称である。路線番号は195。
バーノウツェ - ヴォヤニ間は1921年に開業した。近年しばらく運行を休止していたが、2019年6月に運行を再開した。

## 歴史
この路線の原型は1910年11月1日に開通されたウンクヴァール（現在ウジュホロド） - ヴァーヤン（現在ヴォヤニ）間隣接地域鉄道（Vizinalbahn）で、ハンガリー国鉄が運送および運営を担当した。
1918年10月、オーストリア・ハンガリー帝国の解体およびチェコスロバキアの独立の後に、ウジュホロド - ヴォヤニ間は新生のチェコスロバキア国鉄（略: ČSD）の路線網に組み入れられた。問題は、チェコスロバキア鉄道網はウィーンとブダペストの中心で体系化されたことであった。カルパティア・ルテニア地域がチェコスロバキアに帰属した後に、コシツェ - チョプ線はその地域と唯一に連結されていた。ヴォヤニ駅は他のČSD路線との連結について不利な状態にあった。その状況で、チェコスロバキア軍の鉄道部隊はヴォヤニとバーノヴツェを結ぶ鉄道工事を1920年1月に開始して、1921年10月20日に完了した。工事期間にミハリャニ - ウプクフ線の単線化過程で生成したレール・砂利・枕木などが使用された。
第一次ウィーン裁定の後に、ハンガリー人多数の定住したウジュホロド -- ドラフニョヴ間沿線地域は1938年11月にハンガリーに再び編入された。その区間は1945年までハンガリー国鉄により運営された。
戦後の1945年6月にソビエト連邦はカルパティア・ルテニアをソヴィエト・ウクライナと合併すしザカルパッチャ州を設置した。当時ソ連が任意に画定した境界線はP駅とM駅の間にある。1948年2月にチェコスロバキア共産党は政権を引き受けて、ソ連との経済協力に集中した。チェコスロバキアとソビエト連邦の間に鉄道はチエルナとチョプ間のみであった。
東部スロバキア製鉄所の新築およびウクライナ産鉄鉱石運搬の目的で、1960年に国際貨物輸送は再開された。1965年以降ヴォヤニに新たに設置された火力発電所へウクライナ産石炭がこの路線を通じて運搬された。1965年11月にウジュホロド-ハニスカ線は広い軌道で開通されて、スロバキア区間では新しい経路が採択された。
1980年代末にČSDはマティヨヴツェ - バーノヴツェ間に電車線設置工事を実行して、工事は1990年12月29日に完了した。1992年8月3日に二つの貨物列車はドラマ駅とB駅の間で正面に衝突して、6人の鉄道員が死亡した。自動閉塞はケーブルと地上装置の盗難のため作動できなくて、列車間通信は一時的に無線設備を用いる送受信（Zugmeldungsverfahren）で処理された。
1993年1月1日にこの路線はチェコスロバキアの分離により新生のスロバキア国鉄（略: ŽSR）に編入された。
2003年2月2日にヴェリケー・カプシャニ - バーノウツェ間の旅客列車は少ない需要とため廃止された。しかし、沿線地域住民の抗議デモの結果、同年6月15日に運行中止は解消した。2012年12月9日に普通列車運行は再び中止された。
2019年2月よりŽSRは140万ユーロの予算で線路と施設の改修工事を実行した。同年6月10日にヴェリケー・カプシャニ - バーノウツェ間の普通列車運行は再開された。

## 運行形態[6]
平日のみ運行される。全て各駅停車で、一日4往復の運行。ヴェリケー・カプシャニ - バーノウツェ間の運賃制は東部総合運輸システム（略: IDS Východ）により統合されている。

## 駅一覧
以下では、スロバキア国鉄195号線の駅と営業キロ、停車列車、接続路線などを一覧表で示す。なお、全て各駅停車である。
| 路線名 | 駅名                               | 駅間営業キロ | 累計営業キロ        | 累計営業キロ       | 接続路線                              | 所在地     | 所在地         |
| ------ | ---------------------------------- | ------------ | ------------------- | ------------------ | ------------------------------------- | ---------- | -------------- |
| 195    | ヴェリケー・カプシャニ駅           | -            | ウジホロドから 18.4 | カプシャニから 0.0 |                                       | コシツェ県 | ミハロウツェ郡 |
| 195    | ヴェリケー・カプシャニ停留所       | 1.6          | 20.0                | 1.6                |                                       | コシツェ県 | ミハロウツェ郡 |
| 195    | クリショウスカー・リェスコヴァー駅 | 2.8          | 22.8                | 4.4                |                                       | コシツェ県 | ミハロウツェ郡 |
| 195    | ヴォヤニ駅                         | 2.8          | 25.6                | 7.2                |                                       | コシツェ県 | ミハロウツェ郡 |
| 195    | ドゥラフニョウ駅                   | 3.5          | 29.1                | 10.7               |                                       | コシツェ県 | ミハロウツェ郡 |
| 195    | ブドコウツェ駅                     | 5.4          | 34.5                | 16.1               |                                       | コシツェ県 | ミハロウツェ郡 |
| 195    | ドゥーブラウカ駅                   | 2.8          | 37.3                | 18.9               |                                       | コシツェ県 | ミハロウツェ郡 |
| 195    | ハタロウ駅                         | 2.3          | 39.6                | 21.2               |                                       | コシツェ県 | ミハロウツェ郡 |
| 195    | バーノウツェ・ナド・オンダヴォウ駅 | 5.1          | 44.7                | 26.3               | 191号線（プラハ方面、フメンネー方面） | コシツェ県 | ミハロウツェ郡 |